# 通孔插装技术

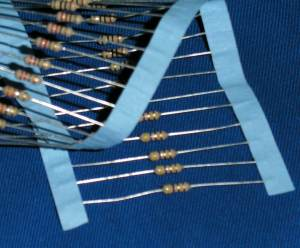
通孔（含引脚）电阻

通孔插装技术（Through-hole technology）， 又名通孔技术、直插式封装，是一种用于电子元器件的安装方法。包括利用用元器件的引脚将元器件插入印刷电路板（PCB）上已有的通孔中和通过手工装配方式或自动插入装载机对电子元器件进行软钎焊。

## 历史

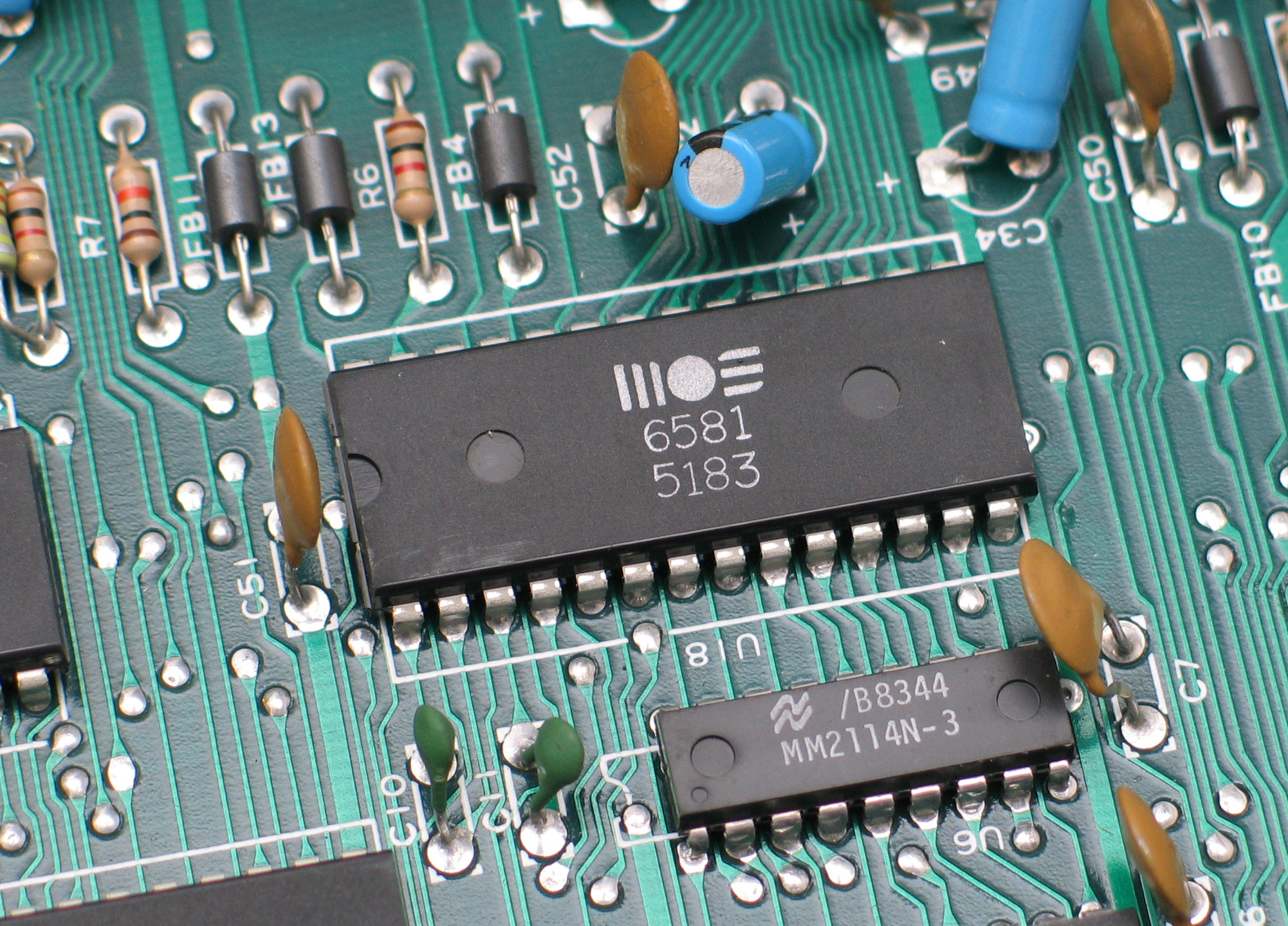
安装在二十世纪八十年代中期的家用电脑上集成电路板上的通孔设备。 轴向引线设备位于图中左上方，蓝色的径向引线电容位于图中右上方。

通孔插装技术几乎完全取代了更早的电子产品安装技术，例如空中配线（point-to-point construction）。从二十世纪五十年代的第二代计算机开始直到表面安装技术（SMT）在二十世纪八十年后期流行，期间在通常印刷电路板上的所有电子元器件都是通孔元器件。印刷电路板最早只在一面印有走线，其后则两边有印有走线，再后则多层电路板也投入了使用。为了能够与特定传导层相连，通孔发展成电镀通孔（plated-through holes，PTH）。利用SMT电路板，达成电路元器件之间的相互连接已不必使用电镀通孔，但是电镀通孔仍然被用于实现多层之间的相互连接，此时它更多被称作过孔。

## 轴向引线和径向引线对比

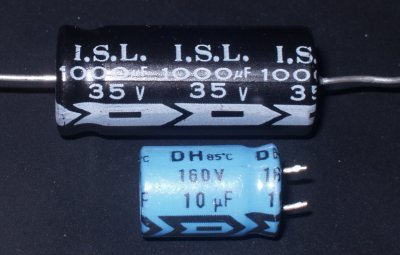
具有轴向（上）和径向（下）引线的电解电容

拥有引线的元器件通常被使用在通孔电路板上。轴向引线从圆柱形器件两端分别伸出，盒状元器件则从两端伸长，并位于器件的几何对称轴上。轴向引线和跳线在形状上相像，并能用于跨越电路板上的一小段距离，甚至在空中配线中无需任何支撑物就能通过一个开放的空间。轴向引线器件不需高过电路板表面很多，也不用放置很低，平整放置以及平行于电路板。

## 多引线设备
对多于两个引线的电子元器件，如集成电路和排阻，多种半导体封装技术如单列直插封装或双列直插封装被使用，它们或直接安装在PCB上或通过一个插孔安装。

## 特征

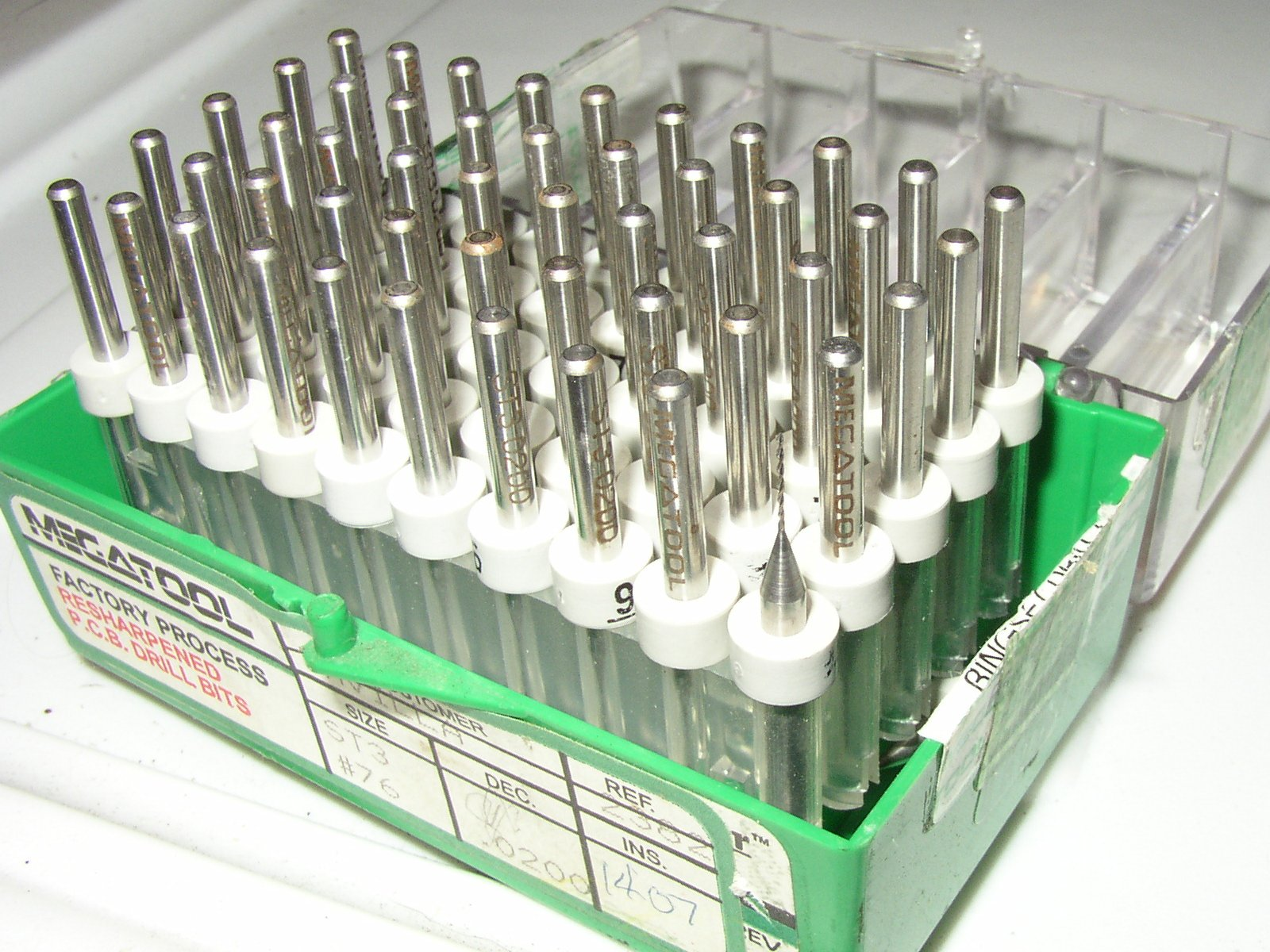
一盒用于在PCB上钻孔的钻头。尽管碳化钨钻头非常坚硬，它们最终仍会损坏。打孔在通孔印刷电路板的成本中占有很大的比重。